# Jean-Yves M'voto
Jean-Yves M'voto (né le 6 septembre 1988 à Paris) est un footballeur français qui évolue au poste de défenseur.

## Biographie
Jean-Yves commence le football à l'USM Carrières sur Seine, avant de rejoindre le Paris Saint-Germain en 2003. Il reste au club jusqu'à ses 20 ans, mais n'a jamais sa chance avec l'équipe professionnelle. Le 15 janvier 2008, il est recruté par Sunderland, pour un montant de 400 000 euros.
Après une première année vierge en Angleterre, son club le prête à Southend United, un club de 3e division. Il participe sous ce maillot à 19 rencontres, et inscrit son premier but professionnel face à l'Oldham Athletic. Club qu'il rejoint en prêt la saison suivante avant d'y être transféré définitivement à la fin de celle-ci. Il y passe au total 3 saisons, y dispute 122 rencontres et inscrit 8 buts sous ces couleurs.
Ses bonnes prestation lui permettent d'attirer l’œil de Barnsley en 2013, et donc de découvrir la deuxième division anglaise. Il dispute 30 matchs lors de sa première saison, mais ne peut éviter la relégation à la fin de celle-ci. Autour d'une seconde saison plus mitigée, il est laissé libre à la fin de ses 2 ans de contrat.
Après avoir tenté de se relancer du côté du Leyton Orient FC, il rejoint le club polonais du Zawisza Bydgoszcz pour une demi-saison, puis l'équipe écossaise du Raith Rovers FC en 2016.

## Statistiques
| Saison                | Club                       | Championnat           | Championnat | Championnat | Championnat | Coupe nationale | Coupe nationale | Coupe nationale | Coupe de la Ligue | Coupe de la Ligue | Coupe de la Ligue | Total | Total | Total |
| Saison                | Club                       | Division              | M.          | B.          | P.d.        | M.              | B.              | P.d.            | M.                | B.                | P.d.              | M.    | B.    | P.d.  |
| 2009-2010             | Southend United (prêt)     | League One            | 17          | 1           | 0           | -               | -               | -               | 2                 | 0                 | 0                 | 19    | 1     | 0     |
| Sous-total            | Sous-total                 | Sous-total            | 17          | 1           | 0           | -               | -               | -               | 2                 | 0                 | 0                 | 19    | 1     | 0     |
| 2010-2011             | Oldham Athletic AFC (prêt) | League One            | 27          | 2           | 0           | 1               | 0               | 0               | 1                 | 0                 | 0                 | 29    | 2     | 0     |
| 2011-2012             | Oldham Athletic AFC        | League One            | 36          | 1           | 1           | 7               | 0               | 0               | 1                 | 0                 | 0                 | 44    | 1     | 1     |
| 2012-2013             | Oldham Athletic AFC        | League One            | 42          | 4           | 0           | 6               | 0               | 0               | 1                 | 1                 | 0                 | 49    | 5     | 0     |
| Sous-total            | Sous-total                 | Sous-total            | 105         | 7           | 1           | 14              | 0               | 0               | 3                 | 1                 | 0                 | 122   | 8     | 1     |
| 2013-2014             | Barnsley FC                | Championship          | 28          | 2           | 0           | 1               | 0               | 1               | 1                 | 0                 | 0                 | 30    | 2     | 1     |
| 2014-2015             | Barnsley FC                | League One            | 15          | 0           | 0           | -               | -               | -               | 1                 | 0                 | 0                 | 16    | 0     | 0     |
| Sous-total            | Sous-total                 | Sous-total            | 43          | 2           | 0           | 1               | 0               | 1               | 2                 | 0                 | 0                 | 46    | 2     | 1     |
| 2015-2016             | Leyton Orient FC           | League Two            | 8           | 0           | 0           | 2               | 0               | 0               | -                 | -                 | -                 | 10    | 0     | 0     |
| Sous-total            | Sous-total                 | Sous-total            | 8           | 0           | 0           | 2               | 0               | 0               | -                 | -                 | -                 | 10    | 0     | 0     |
| 2016                  | Zawisza Bydgoszcz          | Ekstraklasa           | 6           | 0           | 0           | 1               | 0               | 0               | -                 | -                 | -                 | 7     | 0     | 0     |
| Sous-total            | Sous-total                 | Sous-total            | 6           | 0           | 0           | 1               | 0               | 0               | -                 | -                 | -                 | 7     | 0     | 0     |
| 2016-2017             | Raith Rovers FC            | Scottish Championship | 4           | 0           | 0           | 1               | 0               | 0               | 2                 | 0                 | 0                 | 7     | 0     | 0     |
| Sous-total            | Sous-total                 | Sous-total            | 4           | 0           | 0           | 1               | 0               | 0               | 2                 | 0                 | 0                 | 7     | 0     | 0     |
| Total sur la carrière | Total sur la carrière      | Total sur la carrière | 183         | 10          | 1           | 19              | 0               | 1               | 9                 | 1                 | 0                 | 211   | 11    | 2     |